# Lohja
Lohja este o comună din Finlanda.